# Desindustrialização

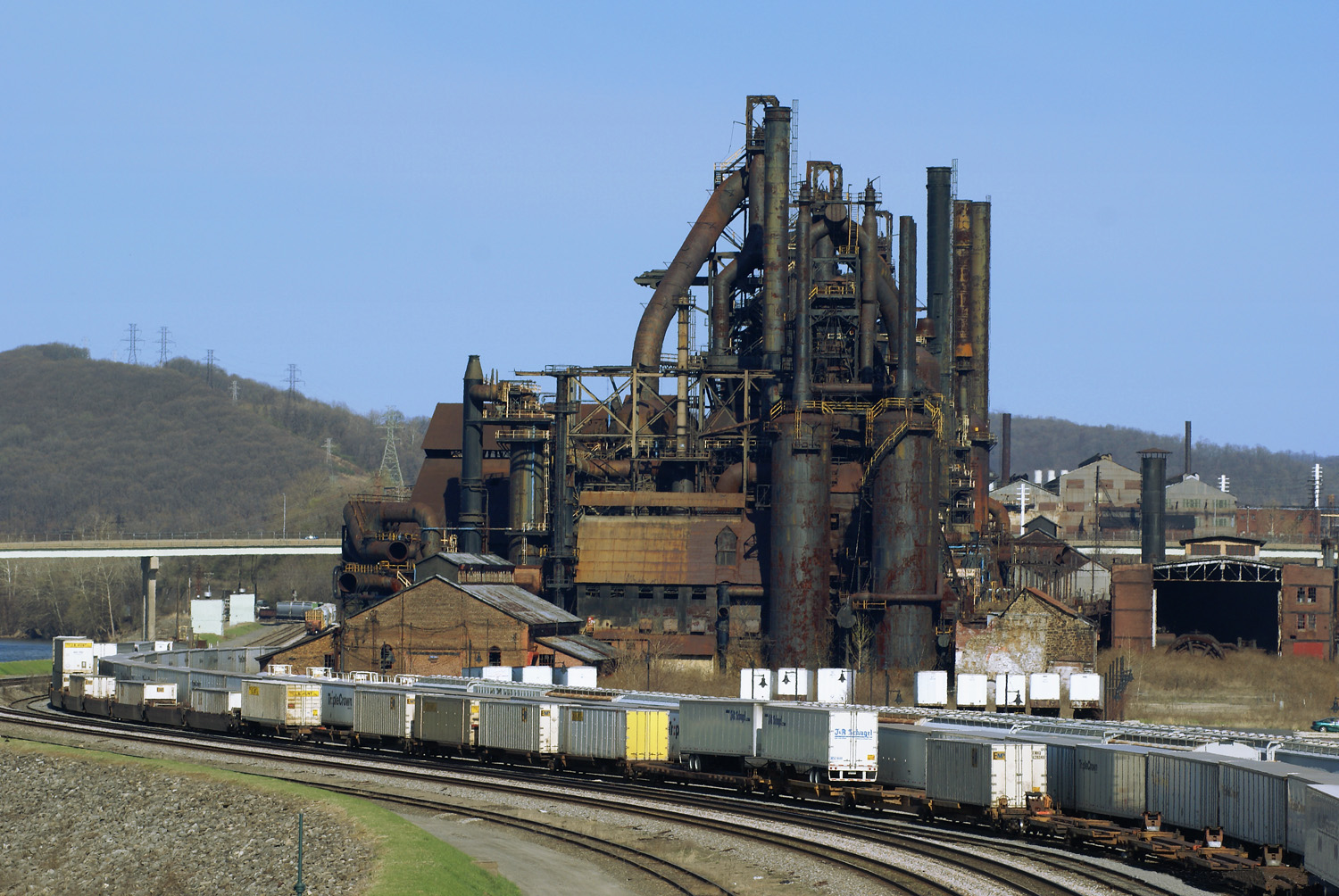
Antiga fábrica da Bethlehem Steel nos Estados Unidos, que foi à falência em 2001 e que, desde então, está sendo convertida em um cassino.

Desindustrialização é um processo de mudança social e econômica causada pela eliminação ou redução da capacidade industrial ou atividade em um país ou região, especialmente a indústria pesada ou indústria transformadora. É um termo oposto de industrialização.

## Teorias

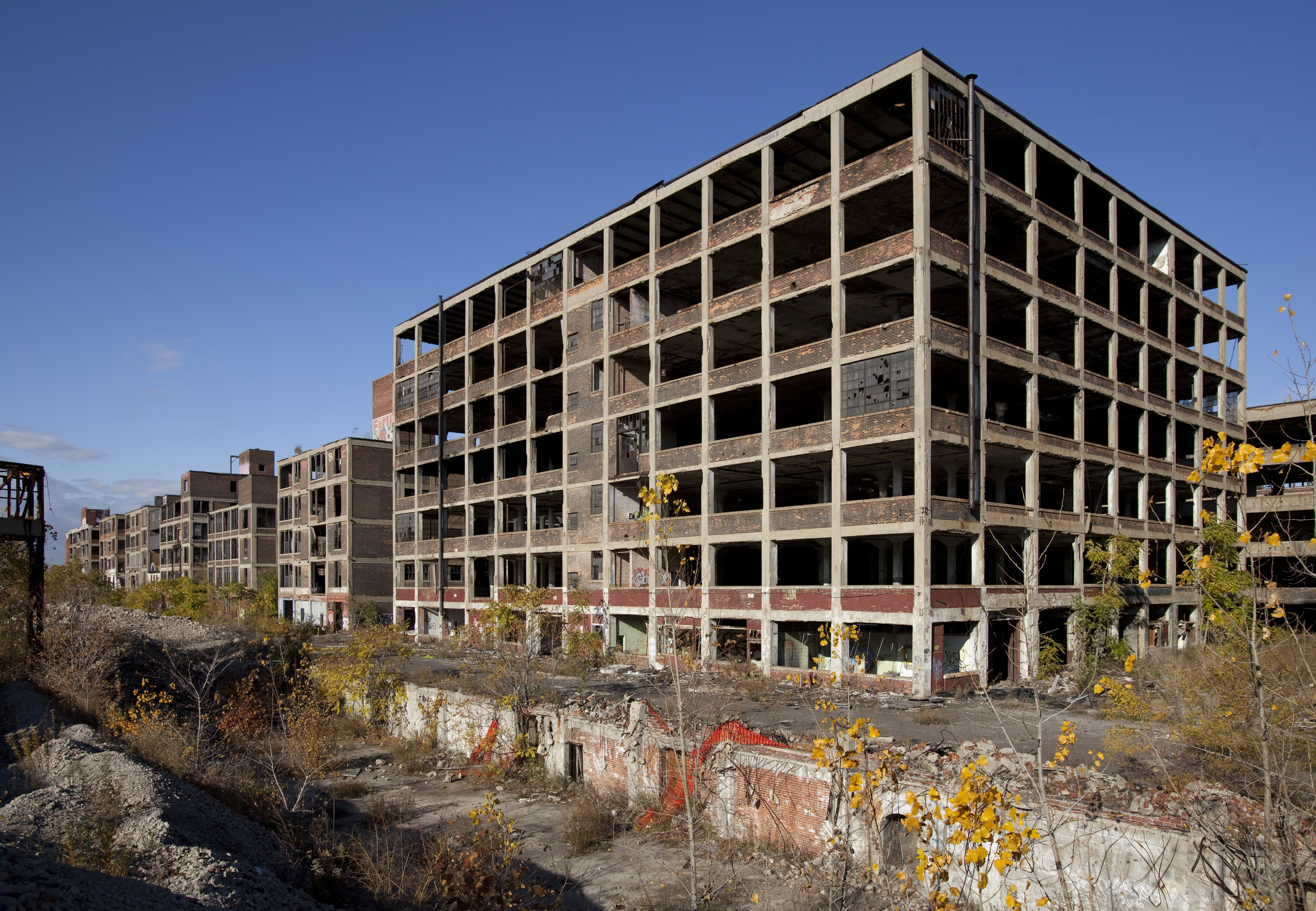
Parte oeste da fábrica abandonada da Packard Automotive em Detroit, Michigan.

Teorias que predizem ou explicam o processo de desindustrialização tem uma longa linhagem intelectual. Robert Rowthorn argumenta que a teoria de Marx da queda de lucro (industrial) pode ser considerada como uma das primeiras explicações. Esta teoria argumenta que a inovação tecnológica permite meios mais eficientes de produção, resultando em aumento da produtividade física, ou seja, uma maior produção de valor de uso por unidade de capital investido. Em paralelo, no entanto, as inovações tecnológicas substituem pessoas por máquinas e a composição orgânica do capital social diminui. Assumindo que o trabalho só pode produzir um valor adicional novo, essa maior produção física incorpora um valor menor. A taxa média de lucro industrial, portanto, diminui a longo prazo.
Rowthorn e Wells (1987) distinguem as explicações de que desindustrialização é um processo positivo, sendo sinal da maturidade da economia, e aquelas de que a desindustrialização é um processo negativo, como o desempenho econômico ruim. Eles sugerem que a desindustrialização pode ser tanto um efeito e uma causa de mau desempenho econômico.
George Reisman (2002) identificou a inflação como um contribuinte para a desindustrialização. Segundo sua análise, o processo de inflação de moeda fiduciária impede o cálculo econômico das empresas cujos processos de produção são capital-intensivos (ou seja, que empregam mais capital do que outros fatores de produção) e torna  não lucrativos os investimentos necessários para sustentar as operações dessas empresas.

## Evidências empíricas

### No Brasil
Segundo o economista Ha-Joon Chang, professor da Universidade de Cambridge e autor de Chutando a Escada: A Estratégia do Desenvolvimento em Perspectiva Histórica, o Brasil está passando por um dos maiores processos de desindustrialização da história, em um período muito curto. Ao longo dos anos 1980 e 1990, no ponto mais alto da industrialização do país, a indústria representava 35% do PIB brasileiro; em 2017,  essa participação não chegava a 12%, continuando a cair. Segundo ele, "muitos economistas latino-americanos já levantavam o problema da dependência de commodities primárias nas décadas de 1950 e 1960." O economista alerta para a tendência de que o preço das commodities caia  no longo prazo, em relação ao preço dos produtos manufaturados, e conclui: 

"Países dependentes de commodities não conseguem controlar o próprio destino." 
É considerado normal que a indústria perca espaço quando a renda per capita das famílias comece a crescer, já que elas consomem mais serviços e menos bens. Porém, no Brasil, não atingiu-se uma renda per capita alta e o país não enriqueceu o suficiente para a estrutura produtiva migrar de forma tão rápida. Com isso, o país encontrava-se economicamente travado entre os anos de 2014 a 2020. A estagnação do setor explica em parte a lenta retomada do mercado de trabalho no país. Algumas sugestões de soluções para o problema, segundo especialistas, seriam mais mecanismos de financiamento, resolver gargalos na infraestrutura nacional e no sistema tributário para alavancar novamente a indústria e tornar o Brasil mais competitivo. 

### Na Europa
Na União Europeia, a desindustrialização ocorre de maneira generalizada, todavia em ritmos diferentes segundo o país:
| País           | 2005   | 2013   |
| -------------- | ------ | ------ |
| Alemanha       | 22,3 % | 22,2 % |
| União Europeia | 16,8 % | 15,1 % |
| Itália         | 17,2 % | 14,9 % |
| França         | 13,3 % | 11,3 % |
| Reino Unido    | 11,9 % | 9,7 %  |

A crise de 2008 causou uma forte queda na produção industrial europeia, que foi parcialmente compensada desde então, mas em proporções muito variáveis. A queda da produção industrial entre janeiro de 2008 e dezembro de 2014 foi :
- na Alemanha: 1,4 %
- na Grã-Bretanha: 6,0 %
- na Itália: 25,0 %
- na Espanha: 30,0 %
- na França: 16,5 %

Em termos de emprego, e considerando um  período mais  longo, a desindustrialização é ainda mais notável:
| País           | 1995   | 2013   |
| -------------- | ------ | ------ |
| Alemanha       | 32,6 % | 24,7 % |
| União Europeia | 28,5 % | 22,1 % |
| Itália         | 30,9 % | 24,3 % |
| França         | 23,2 % | 17,9 % |
| Reino Unido    | 23,3 % | 16,0 % |